# Cissus pinnatifolia
A Cissus pinnatifolia é uma rara espécie de trepadeira de flores vermelhas das matas próximas ao mar, em Santo Amaro das Brotas, no estado brasileiro de Sergipe.